# Lionheart: Legacy of the Crusader
Lionheart: Legacy of the Crusader là tựa game hành động nhập vai, được hãng Reflexive Entertainment phát triển dành cho Microsoft Windows và phát hành vào tháng 8 năm 2003. Game tập trung vào một nhân vật chính, do người chơi điều khiển, khi anh ta đang trên con đường phiêu lưu làm nhiệm vụ tạo thành trọng tâm của trò chơi. Cốt truyện quy định một sự khác biệt trong thực tế đã làm thay đổi mạnh mẽ lịch sử thời Trung Cổ bằng cách cho phép các loài quỷ dữ và những thực thể khác tương tự bước chân vào địa ngục trần gian. Lionheart sử dụng hệ thống nhập vai SPECIAL, lần đầu tiên được sử dụng trong dòng game Fallout, và các chức năng trong game chủ yếu bổ sung thêm điểm vào các kỹ năng cụ thể trong nhánh cây riêng biệt để tăng cường "Spiritkind" của nhân vật, có tính cách và tính chất do người chơi lựa chọn trước khi bắt đầu cuộc chơi.

## Cốt truyện
Cốt truyện của Lionheart có nhiều hư cấu: năm 1192, vua Richard nước Anh với biệt danh Lion Heart (Trái Tim Sư Tử) tiến hành cuộc Thánh chiến thứ ba. Do nghe theo lời xúi giục của tay mưu sĩ thân cận, Richard đã cho tiến hành nghi thức tế lễ nhằm chúc phúc cho quân viễn chinh và để làm giảm uy lực của kẻ thù. Thế nhưng ông không ngờ việc ấy đã gây một hậu quả tồi tệ ảnh hưởng đến tương lai nhân loại sau này. Uy lực từ các vật thánh đã tạo nên một sự kiện gọi là Disjunction - năng lượng của ma thuật và các linh hồn bị giam giữ trong lòng Đất được phóng thích, gây hỗn loạn cho thế giới con người. Trước tình thế nguy cấp, Richard và vua Saladin lập tức bắt tay để chống lại hiểm họa trên. Tuy ngăn chặn được hiểm họa nhưng năng lượng ma thuật thất thoát quá nhiều cũng như các linh hồn trốn thoát đã khiến cho Richard và Saladin không an tâm, thế là Knights Templar (Hiệp sĩ dòng Đền) và Order of Saladin (Hiệp sĩ Saladin) được thành lập với mục đích săn đuổi và ngăn chặn tàn dư của sự kiện Disjunction. 400 năm trôi qua (và cũng là lúc cốt truyện Lionheart bắt đầu) mối lo ngại đã trở thành sự thật. Thế giới tràn ngập phép thuật, yêu quái và những điều kỳ dị. Để tự vệ, con người hợp thành những tổ chức khác nhau, trong đó nổi bật và có quyền lực nhất là Inquisition (Pháp đình tôn giáo). Trong vai hậu duệ của vua Richard, người chơi sẽ đi tìm hiểu nguồn gốc của mình trong khi thế giới ma quỷ muốn chiếm đoạt sức mạnh của linh hồn này, còn thế giới con người thì nhìn nhận nhưng dè dặt và nhiều nghi vấn: người hùng bất đắc dĩ trong thế giới đầy rẫy nguy hiểm...

## Lối chơi
Lionheart sử dụng hệ thống SPECIAL (viết tắt của mấy chữ Strength, Perception, Endurance, Charisma, Intelligence, Agility và Luck) cho việc tạo nhân vật trong game. Người chơi gặp lại những phần quen thuộc trong Fallout như Perk, Tag Skill... Trong số đó có một phần mới là phép thuật. Phép thuật trong game chia làm ba loại: Divine - sử dụng nguồn năng lượng từ tâm linh; Thought - phát xuất từ sức mạnh của sự kiện Disjunction; và Tribal - ma thuật của tự nhiên. Tuy nhiên, theo đánh giá chủ quan thì hệ thống SPECIAL của game không mang ích lợi gì nhiều, hầu hết các kỹ năng đều ở dạng "huề vốn" có nghĩa là người chơi chọn cái này thì mất cái khác. Do đó, khởi đầu trong Lionheart hơi khó khăn khi nhân vật của người chơi khá yếu trước những đối thủ cũng yếu tương tự.Về mặt chiến đấu, trò chơi lại quay trở về mô hình hack and slash quen thuộc của dòng game Diablo bằng cách click chuột liên tục để đánh nhau với quân địch. Người chơi có thể sử dụng hệ thống Target System như trong Fallout để thiết lập mục tiêu, nhưng cung có khuyết điểm ở chỗ là khi chọn chế độ đánh chính xác thì người chơi phải hi sinh tốc độ và ngược lại. Một điểm kém nữa là cách bắt mục tiêu: tuy mục tiêu rất to nhưng không được chính xác lắm. Có thể nói không sai rằng chính phần đánh nhau đã giảm bớt phần nào sức hấp dẫn của game.
Ngoài ra, người chơi còn có các nhân vật phụ trợ giúp và họ đều là những vĩ nhân có thật trong lịch sử như Jeanne d'Arc, Leonardo da Vinci, William Shakespeare và Galileo Galilei. Tuy nhiên, các nhân vật này có điểm dở là khi đánh nhau sẽ chạy lung tung và rất dễ chết, khiến người chơi khó có thể vạch kế hoạch tác chiến cẩn thận khi xâm nhập những nơi đông quái vật. Bên cạnh đó, người chơi không thể tương tác với các nhân vật này được nên rất khó kiểm soát. Lionheart cũng có hai loại bản đồ: thế giới và khu vực. Bản đồ thế giới chỉ sử dụng khi nào tìm được nơi để "teleport" (di chuyển tức thời) nhưng teleport cũng khá mạo hiểm, thay vì chuyển người chơi đến nơi cần đến thì nó lại chuyển đến nơi khác đầy những nguy hiểm. Còn bản đồ khu vực thì thiếu chú thích về địa điểm. Về phần chơi mạng, người chơi đụng phải một số vấn đề như chế độ xuất & nhập (import & export) nhân vật. Nếu người chơi làm máy chủ (tối đa 4 người) thì nhân vật của người chơi sẽ giữ nguyên đồ dùng và kỹ năng trong khi máy con sẽ mất hết đồ dùng nhưng vẫn giữ được kỹ năng của nhân vật. Chế độ Save & Load của mục chơi đơn sử dụng được cho mục chơi mạng, nên cần cẩn thận khi lưu game ở chế độ chơi mạng vì nó có thể chép đè lên phần Save mà người chơi đang chơi.

## Đón nhận
Lionheart đã nhận được những đánh giá "khác biệt" căn cứ theo website tổng hợp kết quả đánh giá Metacritic. Greg Kasavin của GameSpot đã lưu ý rằng mặc dù "Lionheart dường như thúc đẩy việc tạo ra nhân vật đa dạng, sự tập trung đáng kể vào các khu vực tràn đầy quái vật "tất cả đều buộc bạn phải chơi như một số nhân vật theo hướng chiến đấu." Trò chơi cũng bị chỉ trích vì những nỗ lực của nó trong việc quảng bá "phong cách kiểu Diablo," lối chơi chặt chém sau một cách tiếp cận mang hướng đối thoại nhiều hơn trong các giai đoạn đầu của game. Barry Brenesal của IGN đã viết, "vấn đề quyết định loại game mà nó thực sự muốn, RPG hay là bản sao Diablo, có lẽ là vấn đề nghiêm trọng nhất mà nó có được." Ông tiếp tục rằng Lionheart "cảm nhận giống như một tựa game tốt đã bị bỏ xó ở một nơi nào đó trên đường đi, và kết cuộc là bị đẩy ra ngoài cửa với sự thiếu sót một số tính năng cơ bản." Steven Bellotti của RPGamer đã đánh giá về tựa game này "bắt đầu hứa hẹn như vậy," nhưng "một khi bạn ra khỏi Barcelona và bước chân vào thế giới rộng lớn hơn, [nó] sẽ rơi rụng dần." Thế giới Game đã đưa ra lời kết "với trí tưởng tượng phong phú và dựa trên những sự kiện lịch sử có thật, các nhà làm game đã thành công khi khéo léo dựng nên các sự kiện khiến người chơi bị lạc vào trong cốt truyện. Lionheart có cốt truyện rất cuốn hút, âm nhạc hay nhưng chỉ tiếc rằng lối chơi có quá nhiều khuyết điểm. Chỉ có nhưng fan trung thành với Black Isle Studios và không khó tính trong cách chơi thì mới có thể chấp nhận được mà thôi. Nói một cách khác, đây là một món ngon mắt nhưng ăn thì dở hơn là bạn nghỉ!". Ngược lại trò chơi đã được khen ngợi về cả điểm số âm nhạc, được mô tả là "xuất sắc," và phần lồng tiếng được gọi là "đỉnh cao." Sự sáng tạo nhân vật theo hệ thống SPECIAL được coi là "tuyệt vời."